# Jaap Boonstra

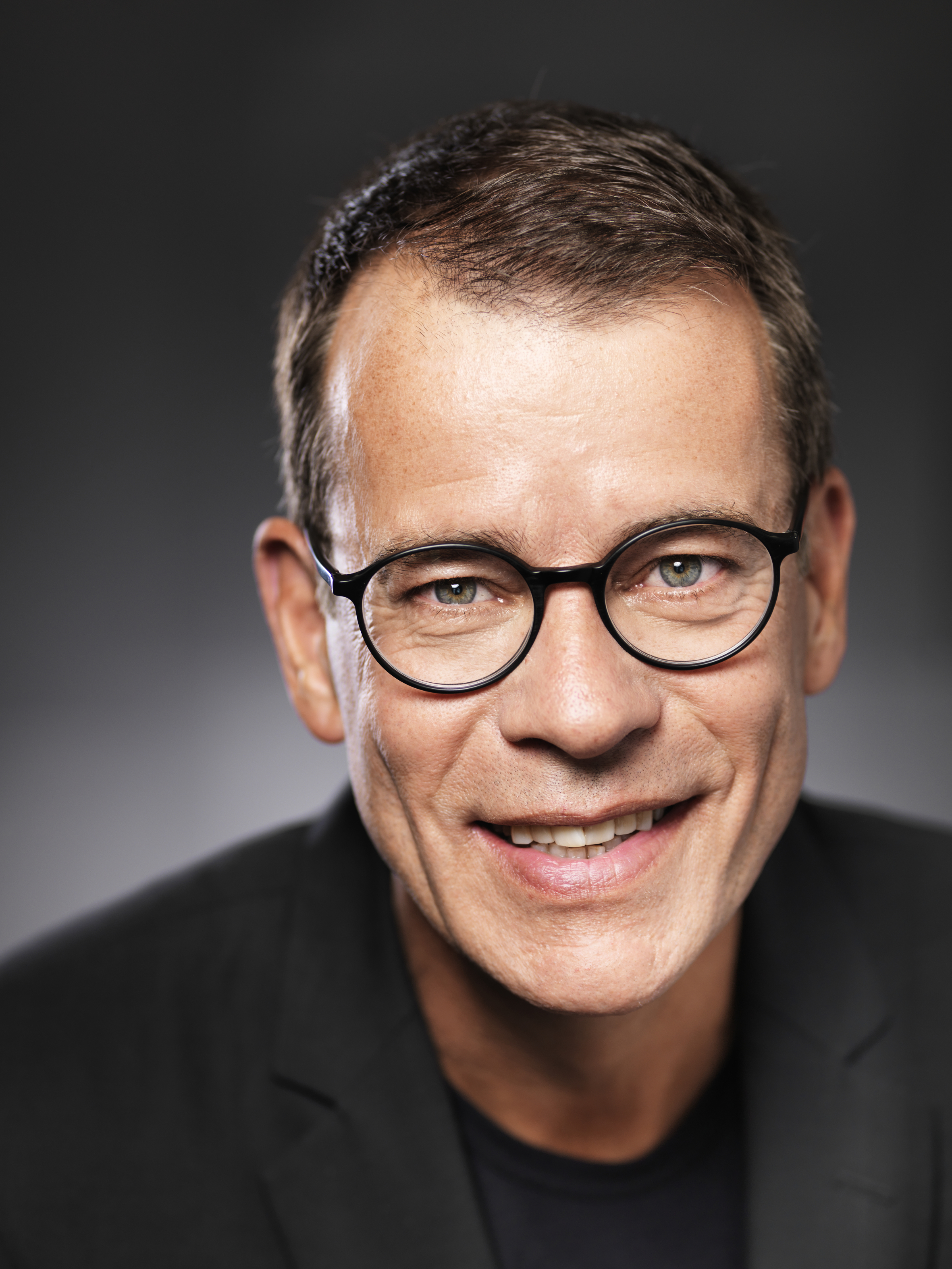
Jaap Boonstra in 2013

Jacobus Jan (Jaap) Boonstra (1967) is een Nederlands veranderkundige met een basis in organisatiepsychologie. Hij was hoogleraar Organisatiedynamiek aan ESADE Business School in Barcelona en hoogleraar Verandermanagement bij Rotterdam School of Management van de Erasmus Universiteit. Hij was daarnaast kerndocent bij CEMS, de Global Alliance in Management Education en bij de Nederlandse School voor Openbaar Bestuur. Vanaf 2025 is hij emeritus hoogleraar en actief als zelfstandig adviseur, onderzoeker en auteur van boeken over organisatieverandering, leiderschap en veranderkunde.

## Loopbaan
Boonstra studeerde organisatiepsychologie aan Rijksuniversiteit Leiden en promoveerde in 1991 op het proefschrift "Integrale Organisatie-ontwikkeling, vormgeven aan fundamentele veranderingsprocessen in organisaties".
Vanaf 1983 was Boonstra universitair docent op het gebied van organisatiepsychologie en veranderkunde bij de vakgroep sociale- & organisatiepsychologie van de Rijksuniversiteit Leiden. In 1992 stapte hij over naar de Universiteit van Amsterdam waar hij begon als universitair hoofddocent organisatiekunde. In 1999 volgde de aanstelling als hoogleraar Management van veranderingen in organisaties. Sinds 1999 was Boonstra tevens Research Fellow aan de Amsterdam School of Social Research (ASSR) en vanaf 2002 ook aan de Amsterdam School of Communication Studies (ASCoR). In 2002 aanvaart hij een aanstelling als hoogleraar Organisatiedynamiek bij ESADE Business School in Barcelona. Deze functie combineert hij met zijn hoogleraarschap aan de Universiteit van Amsterdam. Eind 2015 beëindigt hij zijn aanstelling aan de Universiteit van Amsterdam om zich meer te gaan richten op zijn hoogleraarschap bij ESADE Business school. Van 2016 tot 2022 was hij ook verbonden aan WU, Vienna University for Economics and Business als hoogleraar Organisatieverandering. Vanaf 2022 vervult hij deze rol bij Rotterdam School of Management (RSM) van de Erasmus Universiteit. Hij is lid van de faculty group Global Leadership van CEMS, the Global Alliance in Management Education. In Nederland is hij kerndocent bij de Nederlandse School voor Openbaar Bestuur (NSOB).
Van 1990 tot 1997 was hij tevens senior adviseur, onderzoeker en lid van het management van SANT, onderzoek- en adviesbureau voor organisatievraagstukken te Amsterdam. Vanaf 1997 is hij betrokken bij Sioo, interuniversitair centrum voor organisatie- en veranderkunde. Van 1997 tot 2002 als programmamanager en vanaf 2002 tot 1 september 2010 als Rector. Vanaf 1 september 2010 legt hij zich meer toe op zijn rol als hoogleraar bij Esade in Barcelona en op zijn advieswerk voor maatschappelijke organisaties in jeugdzorg, gezondheidszorg, onderwijs, brandweer en politie.
Vanaf de zomer van 2024 vermindert hij geleidelijk zijn activiteiten als hoogleraar en docent bij ESADE, RSM en de NSOB om zich toe te leggen op zijn advieswerk en publicaties over de historie, ontwikkeling en toekomst van veranderkunde in Nederland.

## Werk
Zijn onderzoeksinteresse ligt op het gebied van vraagstukken betreffende vernieuwingsprocessen in organisatorische netwerken. Hierbij onderscheidt hij zeven thema's:
- Transformationeel leiderschap en verandering
- Paradoxen in het creëren en ontwikkelen van waardengedreven allianties
- Dynamiek bij veranderen als samenspel
- Leidinggeven aan interculturele samenwerking
- Organisatorische en maatschappelijke vernieuwing
- Barrières en succesfactoren voor veranderen en vernieuwen in organisaties
- Macht en invloed in veranderingsprocessen

### Verandermanagement
In z'n inaugurele rede 'Lopen over water' uit 2002 gaat Boonstra in op de vraag, waarom veranderen een lastig probleem is en waarom dat niet vanuit de beheersmatige mindset aangepakt kan worden. Hij komt hierbij tot een nieuwe aanpak voor veranderingsmanagement gebaseerd op chaostheoretische en lerende uitgangspunten. In zijn boek 'Veranderen als samenspel' uit 2020 worden de theoretische inzichten uit zijn oratie praktisch uitgewerkt. Dit boek is geworteld in veranderkundige literatuur en theorieën over spel en speelsheid in verandering. De praktijk is gebaseerd op dertig casestudies naar veranderprocessen in organisaties. Een ander boek van Boonstra heet 'Allianties voor een duurzame toekomst', het gaat over samenspel tussen organisaties om bij te dragen aan een betere en duurzame wereld. Dit boek is gebaseerd op casestudies bij Global Alliance for Banking on Values en Community of European Management Schools.

### Onderzoeksmethodologie
Uitgangspunt van Boonstra's studie van de onderzoeksmethodologie zijn de dynamische systemen, waarin onderzoekers en onderzochten samenwerken. In deze interacties "geven ze betekenis aan gebeurtenissen en interpreteren ze de werkelijkheid die door hun gezamenlijk handelen onderhevig is aan vernieuwing. De relatie tussen onderzoekers en onderzochten is gebaseerd op gelijkwaardigheid, gezamenlijke betrokkenheid en gedeelde verantwoordelijkheid. Ze maken samen keuzen voor de vertrekpunten van het onderzoek, de context van de vernieuwing, de achterliggende assumpties en de methoden die worden gehanteerd". Vanaf 2018 is dit perspectief verder uitgewerkt met behulp van theorieën over de spelende mens (Homo Ludens). Over het belang van spel en speelsheid bij organisatieverandering heeft Boonstra artikelen gepubliceerd in Nederlandse en internationale tijdschriften en boeken geschreven in het Engels, Spaans en Nederlands.
Zijn onderzoek richt zich op die keuzen, die tot stand komen en "worden bijgesteld gedurende de interacties tijdens het proces van organiseren, vernieuwen en leren. Reflectief handelingsonderzoek is gericht op actie, reflectie en kennisgeneratie. Het gaat om het begrijpen van ambigue vraagstukken, het op gang brengen van interactieprocessen en het gezamenlijk zoeken naar handelingsalternatieven om vraagstukken te kunnen hanteren. En het gaat het om kennisgeneratie en theorieontwikkeling over processen van vernieuwen en leren".

### Adviesprocessen
De eerste tien jaar van zijn loopbaan als adviseur heeft Boonstra vooral gewerkt aan veranderingen en fusies in de financiële dienstverlening. Daarnaast begeleidde hij bedrijven die onder invloed van informatietechnologie hun bedrijfsprocessen opnieuw wilden inrichten of hun organisatiecultuur wilden veranderen. Hij volgende hierbij een aanpak van geplande verandering en organisatieontwikkeling met een participatieve aanpak. Na tien jaar legde hij zich meer toe op het begeleiden van veranderprocessen in maatschappelijke organisaties die zich richten op jeugdhulp, gezondheidszorg, leefbaar wonen, onderwijs, en sociale en fysieke veiligheid. Hij adviseerde gemeenten, overheidsdiensten en ministeries in de veranderingen die zij voor ogen hadden. Een planmatige manier van veranderingen wordt nu steeds meer losgelaten. Tegenwoordig combineert hij organisatieontwikkeling met een lerende en speelse aanpak in het veranderen van organisaties. Bij voorkeur werkt Boonstra met mensen uit de organisatie zelf bij het vormgeven en realiseren van veranderingen. Bij de meeste begeleidings- en adviesprojecten was hij meerdere jaren betrokken. De laatste jaren ligt de focus van Boonstra bij het begeleiden van organisaties die samenwerken in wereldwijde duurzame allianties die willen bijdragen aan een betere wereld.
Veel van de veranderprocessen waarbij Boonstra een rol heeft gespeeld zijn beschreven in artikelen in wetenschappelijke tijdschriften of hoofdstukken in boeken. Deze casestudies schrijft Boonstra meestal met mensen die vanuit de organisatie betrokken zijn in de verandering.

## Promovendi
Vanuit de Universiteit van Amsterdam en Sioo, Interuniversitair Centrum voor Organisatie en Veranderkunde heeft Boonstra tientallen promovendi begeleid, waaronder:
- Kilian Bennebroek Gravenhorst, 2002
- Patrick Vermeulen, 2003
- Renate Werkman, 2006
- Arienne van Staveren, 2007
- Rob Zuijderhoudt, 2008
- Arend Ardon, 2009
- Hans Vermaak, 2009
- Elsbeth Reitsma, 2014
- Annemarie Weggelaar, 2015
- Jeanette Knol, 2016

Meerdere promovendi bekleden nu een leerstoel aan een Nederlandse universiteit of hebben een eigen adviesbureau.

## Publicaties
Boonstra publiceert artikelen in internationale tijdschriften en boeken rondom de thema’s leidinggeven, veranderen, organiseren en adviseren. Een selectie van boeken en artikelen:
- Boonstra, J.J. (1991) Integrale Organisatie-ontwikkeling (Dissertatie). Lemma. ISBN 90-5901-079-5
- Boonstra, J.J. (2001) Lopen over water. (Inaugurele rede). Vossiuspers AUP. ISBN 90-5629-125-4
- Boonstra, J.J. (2004) Dynamics of Organizational Change and Learning. Wiley . ISBN 978 04 718 7737 0
- Boonstra, J.J. & De Caluwé, L.I.A. (2007) Intervening and Changing: Looking for Meanings in Interactions. Wiley. ISBN 978 04 705 1201 2
- Boonstra, J.J. (2010) Leiders in cultuurverandering. Van Gorcum. ISBN 978 90 232 5233 7
- Boonstra, J.J. (2013) Verandermanagement in 28 lessen. Business Contact.. ISBN 978 90 470 0632 9
- Boonstra, J.J. (2013) Cultural change and leadership in organizations. Wiley. ISBN 978 11 184 6929 3
- Boonstra, J.J. (2015) Change management adventures. Warden Press. ISBN 978 94 920 0430 7
- Boonstra, J.J. (2017) Veranderen van maatschappelijke organisaties. Business Contact. ISBN 978 90 470 0999 3
- Boonstra, J.J. (2018) Perspectieven op veranderen (Red.). Management Impact. ISBN 978 94 627 6250 3
- Boonstra, J.J. (2018) Perspectieven op leiderschap (Red.). Management Impact. ISBN 978 94 627 6232 9
- Boonstra, J.J. (2018) Veranderen als samenspel. Management Impact. ISBN 978 94 6276 262 6
- Boonstra, J.J. (2019) Organizational change as collaborative play. Management Impact. ISBN 978 94 627 6270 1
- Boonstra, J.J. & Loscos, F.M. (2019) El cambio como interacción estatégica. Profit Editorial. ISBN 978 84 172 0991 9
- Boonstra, J.J. (2020) Veranderen als samenspel. 2e gewijzigde druk. Boom uitgevers. ISBN 978 90 244 3538 8
- Boonstra, J.J. & Loscos. F.M. (2021) Cambio organizativo: Juego, collaboración y diversión. Harvard Deusto Business Review, March 2021 (309), 60-68. ISSN 0210-900X
- Boonstra, J.J. (2021) Spel, speelsheid en verandering. M&O, Tijdschrift voor Management en Organisatie, 75(1), 41-60. ISSN 0165-1722
- Boonstra, J.J. & Rond, F. (2021) Veranderen als samenspel. Een toets vanuit de praktijk. M&O, Tijdschrift voor Management en Organisatie, 75(2), 41-60. ISSN 0165-1722
- Boonstra, J.J. (2022). Zestig jaar veranderkunde: Reflecties en toekomstbeelden. M&O, Tijdschrift voor Management en Organisatie, 76(6), 5-23.
- Boonstra, J.J. & Eguiguren, M. (2023) Allianties voor een duurzame toekomst. Naar waardengedreven samenspel tussen organisaties. Boom Uitgevers. ISBN 9789024455508
- Boonstra, J.J. & Eguiguren, M. (2023) Alliances for Sustainable Futures. Creating and Managing Purpose-driven Alliances. Edward Elgar. ISBN 9781035308224
- Boonstra, J.J. & Eguiguren, M. (2023) Alianzas estratégicas que crean valor. Claves para colaborar impulsando un futuro sostenible. Profit Editorial. ISBN 9788419212726
- Boonstra, J.J. (2023) Reflections: Change and play – From planned change and organizational development to playful transformations. Journal of Change Management 23(1), 12-23. https://doi.org/10.1080/14697017.2022.2151149
- Boonstra, J.J. & Eguiguren, M (2023) Spelen van paradoxen in de levenscyclus van waardengedreven allianties. M&O, Tijdschrift voor Management en Organisatie, 77(2), 47-62. ISSN 0165-1722.
- Boonstra, J.J. (2024). Organization development and change: Cornerstones and future perspectives. In T. Rocco, M.L., Morris, R. Poell (Eds.). Handbook for Human Resources Development. (pp. 202-413). Sage.
- Boonstra, J.J. (2024). Transforming business: Coping with paradoxes in purpose driven innovation. In Alan Belasen & Nicole Pfefferman (Eds.) Brilliant Leadership – Unlocking the power of Innovation-Communication. Routledge. (pp. 68-83).
- Boonstra, J.J. (2025). Navigating Transformation. Exploring future perspectives in leadership and change management. Journal of Change Management. 25(6), xx-xx. December 2025.
- Boonstra, J.J. & Loscos, F.M. (2025). Leven op een vulkaan. Verandering, cultuur en leiderschap in onzekere tijden. M&O, Tijdschrift voor Management en Organisatie, 79(3), 26-46. ISSN 0165-1722.
- Boonstra, J.J. & Dubbeldam, M. (2026). Veranderkunde als professie. Bijdragen aan organisatieverandering en maatschappelijke transities. Boom. ISBN 9789024470792
- Boonstra, J.J. & Dubbeldam, M. (2026). De toekomst van veranderkunde. Werken aan een mooie wereld. Boom. (450 blz.). Maart 2026.
- Boonstra, J.J. & Dubbeldam, M. (2026). Veranderkunde verandert: een blik op de toekomst. In J.J. Boonstra & M. Dubbeldam (Red.) De toekomst van veranderkunde. Werken aan een mooie wereld. (pp. 8-31). Boom. Maart 2026.
- Boonstra, J.J. (2026). Mijn ontwikkeling als veranderkundige. In J.J. Boonstra & M. Dubbeldam (Red.) De toekomst van veranderkunde. Werken aan een mooie wereld. (pp. 402-424). Boom. Maart 2026.
- Boonstra, J.J. & Dubbeldam, M. (2027). Bouwstenen voor veranderkunde. Boom. (380 blz.). Maart 2027.